# إريك بولسين (سياسي)
إريك بولسين (بالإنجليزية: Erik Poulsen)‏ هو سياسي أمريكي، ولد في 3 أغسطس 1964 بميلواكي في الولايات المتحدة. حزبياً، نشط في الحزب الديمقراطي.